# Уорнер, Джон Адамс
Джон Адамс Уорнер (англ. John Adams Warner; 17 сентября 1886, Рочестер — 19 августа 1963, Саутгемптон, штат Нью-Йорк) — американский полицейский и музыкант.
Родился в семье Джона Фостера Уорнера (1859—1937), представителя заметной в Рочестере династии архитекторов.
С четырёхлетнего возраста учился игре на фортепиано под руководством мамы и бабушки, затем занимался в Бостоне у Карло Буонамичи. Для продолжения музыкального образования отправился в Европу, где учился у Джузеппе Буонамичи во Флоренции. С 16 лет играл на органе в церкви. Одновременно он окончил факультет права Гарвардского университета (1906), где разделял увлечение музыкой со своим соучеником Эрнстом Ганфштенглем: они играли на фортепиано в четыре руки и вместе сочинили музыкальную комедию «Строители Вавилона» (англ. The builders of Babylon). За ней последовала музыкальная комедия «Бетси заграницей» (англ. Betsy Abroad; 1911), написанная Уорнером и поставленная в Рочестере. Далее Уорнер продолжил учиться музыке у Гарольда Бауэра и Владимира Пахмана в Париже и, наконец, у Леопольда Годовского в Австрии; брал также уроки органной игры у Шарля Мари Видора.
На протяжении трёх лет служил в Национальной гвардии США, принимал участие в Мексиканской экспедиции 1916 года. В июне 1917 года поступил на службу в полицию штата Нью-Йорк, год спустя был произведён в капитаны. К 1923 году командовал одним из отрядов. В 1923 году по рекомендации своего предшественника был назначен на должность начальника полиции штата, которую занимал до 1943 года, дольше чем кто-либо на этом посту. За 20 лет руководства Уорнера полиция штата расширилась количественно и качественно, в её составе появились система криминологических лабораторий (1936), подразделение собак-ищеек (1935), подразделение полицейских-ныряльщиков (1934) и ряд других служб. В 1943 году вышел в отставку в результате трений с новым губернатором штата Томасом Дьюи, после чего некоторое время служил в Вооружённых силах США в звании подполковника.
В 1926 г. Уорнер женился на Эмили Джозефине Смит (1902—1980), дочери губернатора штата Альфреда Смита; свадьба состоялась в Олбани в Соборе Непорочного Зачатия в присутствии 1500 гостей, среди которых были как политики, так и видные музыканты (Вальтер Дамрош, Ефрем Цимбалист). У пары родились две дочери.
С 1917 по 1934 гг. Уорнер, по собственному признанию, не садился за фортепиано, однако затем вернулся к занятиям музыкой. Он выступал с благотворительными концертами в различных городах штата Нью-Йорк, а в 1941 году исполнил Первый фортепианный концерт Сергея Рахманинова в Карнеги-холле.
Брат — Эндрю Джексон Уорнер (1884—1965), музыкальный обозреватель газеты Rochester Times-Union в 1918—1961 гг.